# Piazza della Minerva

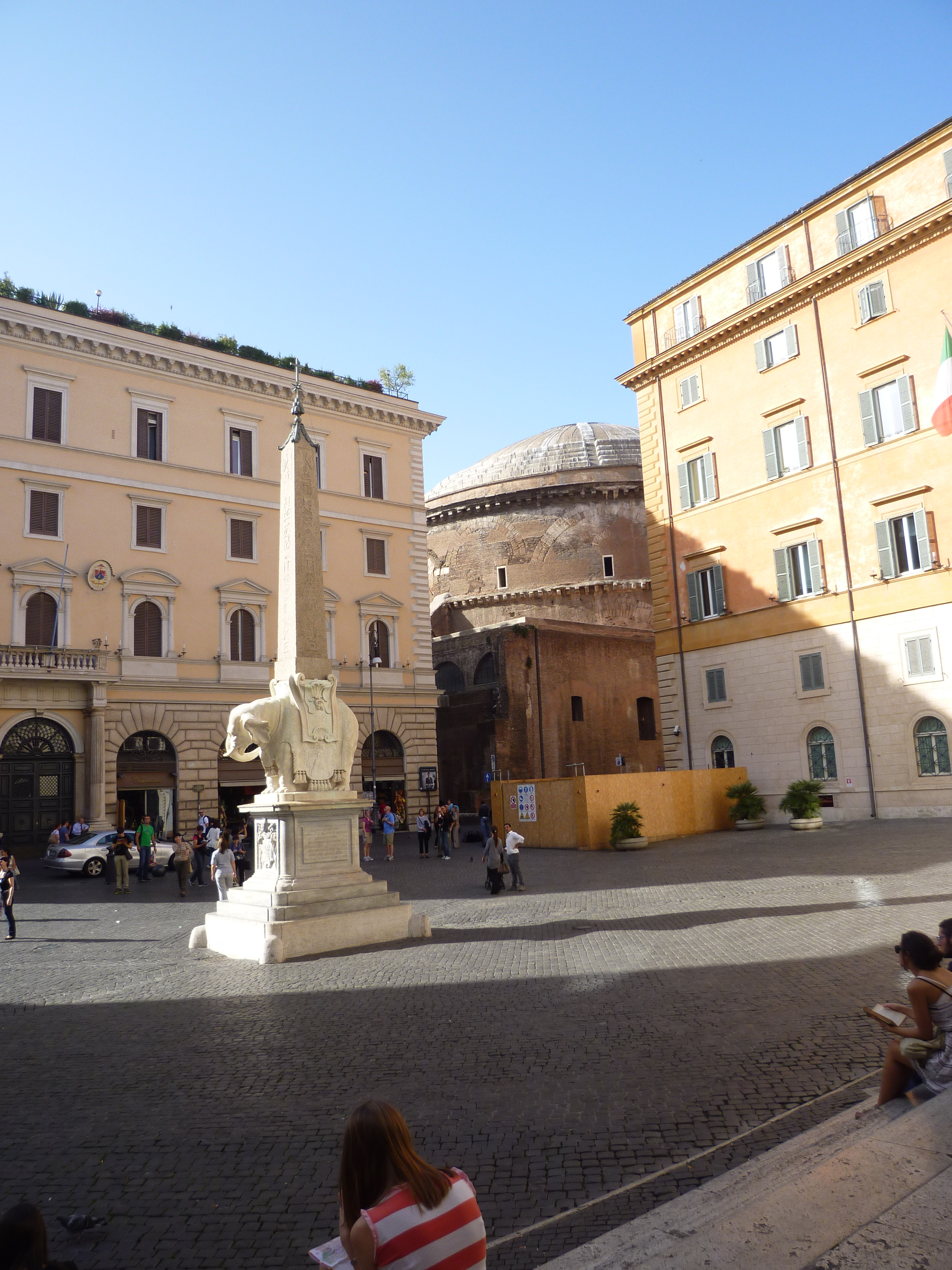
Vista da praça com Obelisco do Elefante em primeiro plano e o Panteão ao fundo.

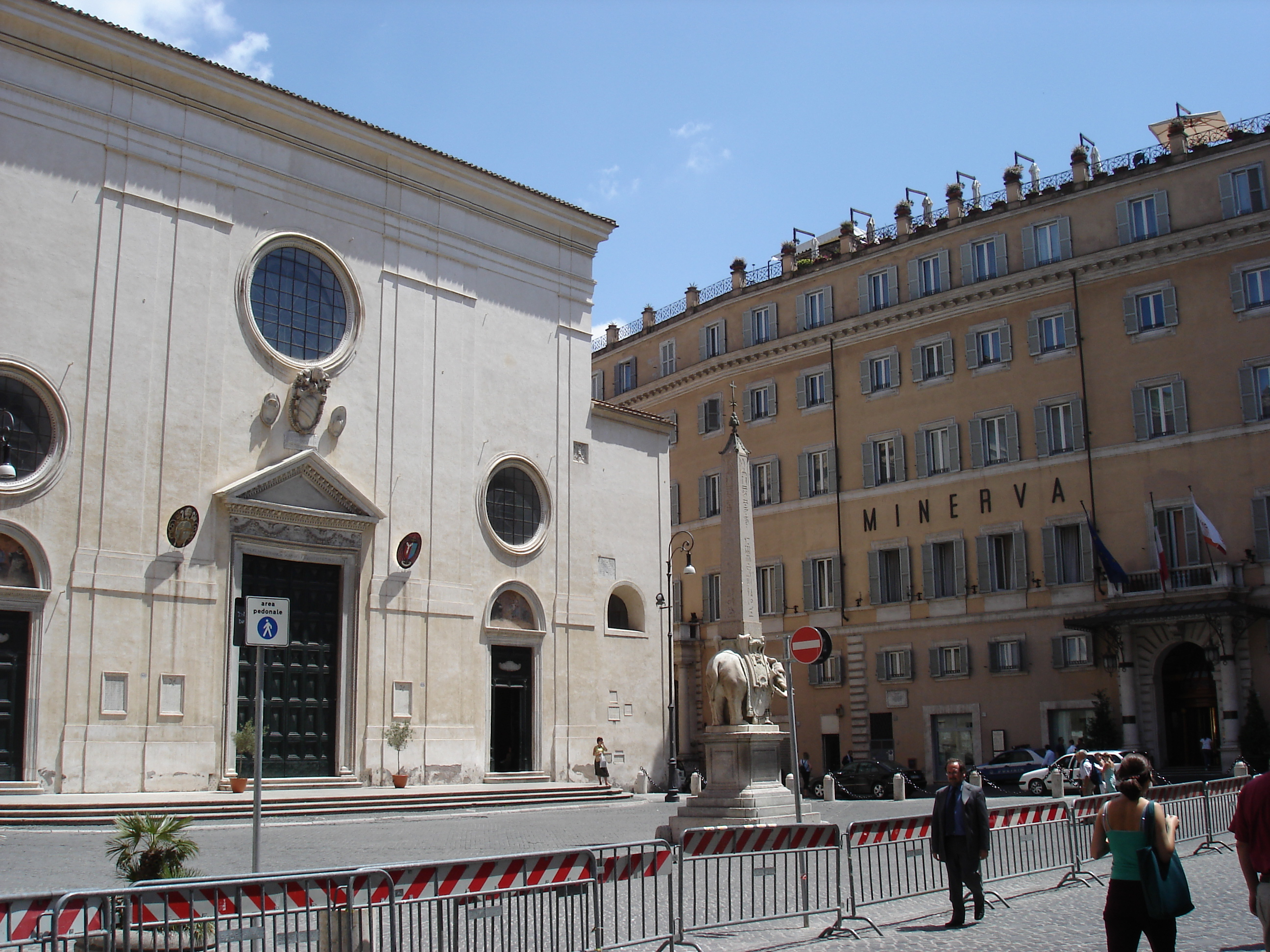
À esquerda, a fachada de Santa Maria sopra Minerva e ao fundo, o Palazzo Fonseca, que abriga o Hotel Minerva.

Piazza della Minerva (em português:  "Praça da Minerva") é uma praça de Roma, Itália, perto do Panteão. Seu nome é uma referência a um antigo templo construído no local por Pompeu e dedicado a Minerva Calcídica, cuja estátua está atualmente nos Museus Vaticanos.

## Características
A igreja de Santa Maria sopra Minerva, no centro da praça, já aparece na obra do "Anônimo de Einsiedeln" com o nome de "[ecclesia] S. Mariae in Minervio". À direita da fachada estão inscrições marcadas na parede do edifício marcando o nível das enchentes do rio Tibre entre 1422 e 1598 a área da praça é a mais baixa de Roma e sempre a primeira a sofrer com enchentes. Perto dali está um convento (casa professa) dominicano e sua igreja vizinha, do século XIII. Ele se expandiu ao longo dos séculos até chegar à Via del Seminario e a Igreja de São Macuto, tomando o espaço antigamente ocupado por três templos romanos o já mencionado Templo de Minerva e os templos de Ísis e Serápis. 
A partir do século XVII, o convento transformou-se na base da Inquisição em Roma (o Santo Ofício) e ali foi realizado o julgamento e negação de Galileu Galilei, que resultou em sua abjuração. Pouco restou do complexo dominicano, com exceção do claustro, que foi quase todo reconstruído a partir do edifício original e acabou sendo expropriado pelo governo italiano depois da unificação da Itália (1870) para ser vir de sede para Ministério da Educação Pública e, por um breve período, do Ministério do Correio e das Telecomunicações. O claustro agora abriga a biblioteca do Senado Italiano, dedicada a Giovanni Spadolini.
No centro da praça está o Obelisco do Elefante (1667), de Bernini. O obelisco foi escavado no claustro do convento dominicano e era parte do antigo Templo de Ísis. O elefante era conhecido como "il pulcin della Minerva" (ou "porcino") pelos romanos com base numa história que Bernini, pouco inspirado por elefantes, teria esculpido na realidade um porco. 
À direita da igreja está o Palazzo Fonseca, do século XVI, que abriga desde 1832 um dos hotéis históricos de Roma, conhecido como "Minerva", e que já recebeu como hóspedes Stendhal e José de San Martín, comemorado numa placa na fachada. Do lado oposto da igreja está o Palácio da Pontifícia Academia Eclesiástica (a antiga Accademia dei Nobili Ecclesiastici), do século XIV e reconstruído no século em 1878. Abriga a academia que treina os diplomatas da Santa Sé.